# Bad Taste
För det svenska skivbolaget, se Bad Taste Records. För det isländska skivbolaget, se Smekkleysa.
Bad Taste är en nyzeeländsk komedi-skräckfilm från 1987. Filmen är regisserad av Peter Jackson som även skrivit manus.

## Handling
En intergalaktisk snabbmatskedja kommer till en liten stad på Nya Zeeland på jakt efter mänskligt kött till hamburgare. En liten grupp specialsoldater skickas ut för att stoppa dem vilket leder till en hejdlös slakt på utomjordingarna som först uppträder i mänsklig form.

## Om filmen
Kultfilm som spelades in under helgerna över en fyra-årsperiod. Jackson finansierade själv projektet fram till slutet av filmandet då New Zealand Film Commission gav honom pengar efter att ha imponerats över vad han redan hade producerat. "Good taste made bad taste" är en dokumentärfilm om skapandet av filmen, och är väldigt populär bland filmskapare på grund av informationen om lågbudgeteffekter som förekommer i filmen.
I Sverige släpptes filmen oklippt på bio.

## Rollista
- Terry Potter – Ozzy / 3rd Class Alien
- Pete O'Herne – Barry / 3rd Class Alien
- Craig Smith – Giles / 3rd Class Alien
- Mike Minett – Frank / 3rd Class Alien
- Peter Jackson – Derek / Robert
- Doug Wren – Lord Crumb